# Per Kvist
Per Kvist (4 de abril de 1890 - 23 de mayo de 1947) fue un artista de revista, actor teatral y cinematográfico y escritor infantil noruego.

## Biografía
Su verdadero nombre era Vidar Wexelsen, y nació en Overhalla, Noruega, siendo sus padres Vilhelm Andreas Wexelsen, político y obispo, y Anna Beata Nilssen. Era primo de Gunnar Jahn y tío de Karl Evang y Vilhelm Evang. Pasó buena parte de su niñez en Oslo, años en los cuales su padre era miembro del Storting y del gobierno. Desde 1905 hasta su muerte en 1909 su padre fue obispo de la Diócesis de Nidaros en Trondheim. En consideración al nombre de su respetada familia, eligió como nombre artístico uno totalmente diferente, Per Kvist.
Wexelsen estudió en el Fahlstrøms Theater entre 1909 y 1910. En los dos años siguientes trabajó como marinero, y después como empleado de una oficina ferroviaria. Ocupado también como vendedor, al mismo tiempo Wexelsen editaba la publicación satírica Tyrihans, y escribía canciones para el cabaret de Bokken Lasson, el Chat Noir. A partir de 1916 fue actor y escritor en el Chat Noir, y en esa época empezó a utilizar el nombre Per Kvist. Publicó la colección de canciones 16 cabaretviser en 1920. Escribió en 1922 su primera revista, Midt i planeten, junto a Arne Svendsen, y al siguiente año lanzó una segunda colección de canciones, Tolv viser. Entre sus temas más populares figuran "En Oslodag", escrito en colaboración con el compositor Kristian Hauger, y "Å blei d'a dei (din blei)?", perteneciente a la revista de 1925 Summetonen, la gran oportunidad artística de Lalla Carlsen. En los años 1920 escribió una serie de libros infantiles de carácter autobiográfico, entre ellos Glade gutteår (1925), Stud. midd. Nils (1926), Nils dekksgutt (1927), y Den røde hånds liga (1929). Desde 1927 a 1929 dirigió un cabaret propio, To Små Kroner, y en la década de 1930 trabajó de nuevo con el Chat Noir. Desde 1942 a 1947 escribió revistas para el Edderkoppen Theatre, entre ellas la primera representada en dicho teatro, Saker og ting. Una de sus últimas canciones fue "Optimisten og pessimisten".
También hizo algunos papeles menores en diversas películas en los años 1920 y 1930, entre ellos los de Elias en Fantegutten (1932), y Mathias en De vergeløse (1939).
Per Kvist falleció en 1947 en Oslo, Noruega, a causa de un cáncer. Se había casado dos veces. La primera en 1919 con Kally Bachke Løchen (1891–1943), hija del pintor y actor Kalle Løchen. Tras divorciarse en 1931, se casó en 1932 con la actriz Sigrun Svenningsen (1902–1971).

## Filmografía
- 1939 : De vergeløse
- 1936 : Vi vil oss et land...
- 1934 : Op med hodet
- 1932 : Fantegutten
- 1927 : Syv dage for Elisabeth
- 1927 : Madame besøker Oslo
- 1927 : Fjeldeventyret